# Кларк, Грегг
Грегг Кларк (англ. Gregg Clark, 11 января 1971, Йоханнесбург, ЮАР) — южноафриканский хоккеист (хоккей на траве), полузащитник. 

## Биография
Грегг Кларк родился 11 января 1971 года в южноафриканском городе Йоханнесбург. Играл в хоккей на траве за «Сэндтон» из Йоханнесбурга, «Квазулу-Натал Рэйдерс» и команду Дурбана. Дважды участвовал в чемпионатах мира. В 1994 году в Сиднее, где сборная ЮАР заняла 10-е место, забил 1 мяч. В 2002 году в Куала-Лумпуре, где южноафриканцы стали 13-ми, забил 2 гола. В составе сборной ЮАР дважды выигрывал хоккейные турниры Всеафриканских игр — в 1995 году в Хараре и в 1999 году в Йоханнесбурге. В 2003 году завоевал серебро на Играх в Абудже.
В 1996 году вошёл в состав сборной ЮАР по хоккею на траве на летних Олимпийских играх в Атланте, занявшей 10-е место. Играл на позиции полузащитника, провёл 7 матчей, мячей не забивал. Дважды выигрывал медали Вызова чемпионов: в 2001 году в Куала-Лумпуре серебро, в 2003 году в Йоханнесбурге — бронзу. Дважды участвовал в хоккейных турнирах Игр Содружества — в 1998 году в Куала-Лумпуре и в 2002 году в Манчестере, где южноафриканцы заняли 4-е место. В 2004 году вошёл в состав сборной ЮАР по хоккею на траве на летних Олимпийских играх в Афинах, занявшей 10-е место. Играл на позиции полузащитника, провёл 7 матчей, забил 1 мяч в серии пенальти. Кларк — рекордсмен сборной ЮАР по числу проведённых игр: в течение карьеры он участвовал в 250 матчах, в которых забил 42 мяча.
По окончании игровой карьеры стал тренером. В 2013 году тренировал индийский «Ранчи Ринос», в том же сезоне возглавил юниорскую сборную Индии. Впоследствии вернулся в Кейптаун.